# Световно изследване на ценностите
Световно изследване на ценностите (СИЦ) (на английски: World Values Survey) е глобален научен проект, който изследва ценностите на хората и техните убеждения, как те се променят във времето и какво социално и политическо влияние имат те. Извършва се от световна мрежа от социолози, които от 1981 година насам са провели представителни национални анкети в почти 100 държави. СИЦ е единственият източник на емпирични данни за отношение обхващащ голяма част от населението на света (почти 90%).
СИЦ регистрира, наблюдава и анализира: подкрепа на демокрацията, толерантност към чужденци и етнически малцинства, подкрепа за равенството на половете, ролята на религията и променящите се нива на религиозност, ефектът от глобализацията, отношението към природата, работа, семейство, политика, национална идентичност, култура, културно разнообразие, несигурност и субективно благосъстояние.
Откритията са ценни за политиците при изграждането на гражданско общество и демократични институции в развиващите се държави. Работата е често използвана от правителства по света, институти, студенти, журналисти и международни организации и институции като Световната Банка и Обединените Нации. Данни от СИЦ са били използвани за по-добро разбиране на мотивите зад събития като Арабската Пролет, безредиците във Франция през 2005, геноцидът в Руанда през 1994 и Югославската война през 90-те. През годините СИЦ са демонстрирали, че убежденията на хората играят ключова роля в икономическото развитие, поява и разцвет на демократични институции, равенство на половете и степента на ефективност на правителствата.